# Lufia
Lufia (jap. エストポリス伝記 Esutoporisu Denki, wörtlich: Estpolis-Biographie) ist eine von der Firma Neverland Company entwickelte mehrteilige Videospiel-Reihe, von der lediglich die Teile 2 und 3 in Deutschland erschienen sind. Taito, Verleger des ersten Teils, sicherte sich die Rechte an dem Namen Lufia.

## Einzelteile

### Estpolis Denki
Estpolis Denki (エストポリス伝記, Esutoporisu Denki; in Nordamerika Lufia and the Fortress of Doom) erschien 1993 in Japan für das SNES.
Estpolis Denki handelt von dem Nachkommen des Helden Maxims, der gegen die wiedererweckten Höllenfürsten kämpfen muss, und dessen Freundin Lufia im Vordergrund. Der Prolog des Spiels bestand – als Rückblick – aus dem Kampf Maxims gegen die Höllenfürsten, dem Endkampf des späteren 2. Teils.

### Estpolis Denki 2 / Lufia
Estpolis Denki 2 (エストポリス伝記２, Esutoporisu Denki 2; in Nordamerika Lufia II: Rise of the Sinistrals) erschien 1995 in Japan für das SNES. In Europa erschien dieses Spiel unter dem Titel Lufia.
In Estpolis Denki II, das ein Prequel zu Estpolis Denki darstellt, geht es um Dämonenjäger Maxim, der von der mysteriösen Prophetin Iris beauftragt wird, gegen die Höllenfürsten (四狂神, wörtlich: vier verrückte Götter) Gades, Amon, Erim und Daos zu kämpfen. Dies ist jedoch nur mit dem legendären „Lufiaschwert“ möglich.
Das Dual Blade (デュアルブレード Dyuaruburēdo) wurde in der deutschen Fassung als Lufiaschwert benannt, was zu einigen Verwirrungen und Stilblüten in der deutschen Lokalisierung des dritten Spiels, welches auf dem GBC erschien, führte. Das Ende dieses Spiels verweist mit einem Teaser auf Estpolis Denki.
Estpolis Denki II zeichnete sich durch viele Neuerungen aus. Besonders grafisch hob sich Estpolis Denki deutlich von früheren SNES-Rollenspielen ab. Auch das Kampfsystem unterschied sich von anderen bekannten Titeln wie z. B. Final Fantasy; durch die Angriffe der Gegner steigt der so genannte Zornes-Balken der Spielcharaktere, der für den Einsatz von Spezialfähigkeiten verwendet werden kann.
Darüber hinaus bot das Spiel seinerzeit ein für dieses Genre seltenes Feature: Gegner sind in Dungeons jederzeit sichtbar, wodurch man nur auf der Weltkarte zu Zufallskämpfen gezwungen ist. Auch Kapselmonster sind verfügbar.

### Lufia: The Legend Returns
Lufia: The Legend Returns (エストポリス伝記～よみがえる伝説～, Esutoporisu Denki – Yomigaeru Densetsu) erschien 2001 in Japan, den USA und Europa für den Game Boy Color.

### Chinmoku no Iseki – Estpolis Gaiden
Chinmoku no Iseki – Estpolis Gaiden (沈黙の遺跡～エストポリス外伝～, dt. Ruinen des Schweigens – Estpolis-Extrakapitel; in Nordamerika Lufia: The Ruins of Lore) erschien 2002 in Japan und 2003 in den USA für den Game Boy Advance.

### Estpolis Denki DX – Inishie no Dōkutsu
Estpolis Denki DX – Inishie no Dōkutsu (エストポリス伝記DX～いにしえの洞窟, dt. Estpolis-Biographie DX – Ahnenhöhle) ist ein Handyspiel.
Dieses verwendet die Grafiken von Lufia II. Es ist jedoch nur die Ahnenhöhle spielbar.

### Estpolis: The Lands cursed by the Gods
Estpolis: The Lands cursed by the Gods (エストポリス, Esutoporisu) ist ein am 25. Februar 2010 in Japan für den Nintendo DS erschienenes Remake von Estpolis Denki 2, das erneut von Neverland entwickelt wurde und von Square Enix vertrieben wird. Am 12. Oktober 2010 hatte es seine Veröffentlichung in den USA unter dem Namen Lufia: Curse of the Sinistrals.

## Elementare Eigenschaften aller Lufiateile
HeldNachfahre eines Trägers des Lufiaschwerts.
Erim/Lufia/Iris/SeenaLufia (Teil 1), Iris (Teil 2) oder Seena (Teil 3) sind gleichzeitig die Höllenfürstin Erim.
HöllenfürstenHöllenfürsten sind Erim, Daos, Gades, Amon
Oberster HöllenfürstArek (Lufia 2)
Lufiaschwert (デュアルブレード Dyuaruburēdo, für engl. "Dual Blade")Legendäres Schwert, aus der Hand des Bösen in die Hand des Helden gelegt.
AhnenhöhleDie Ahnenhöhle ist ein Dungeon, der jedes Mal, wenn man ihn betritt, von einem Zufallsgenerator neu erstellt wird, und der mehrere Stockwerke umfasst, wobei jeder Charakter beim Betreten der Ahnenhöhle auf Statuslevel 1 gesetzt wird. Von der Idee her ähnlich Rogue.
Die Höhle fordert aufgrund vieler Kämpfe und fehlender Speicherpunkte vor allem Ausdauer vom Spieler. Wer zu Beginn zu schnell nach unten vordringt, kann mit den später erscheinenden starken Gegnern nicht mehr mithalten. Wird die Party besiegt, muss sie beim nächsten Betreten der Höhle wieder ganz von vorne anfangen.
Allerdings ist dies beim vierten Teil des Spiels nicht so und beim ersten Teil gibt es sie nicht. Die beliebteste der Ahnenhöhlen ist die des zweiten Teiles, diese wurde sogar als Handyspiel umgesetzt.

## Offizieller Soundtrack
Es existieren bislang zwei von Yasunori Shiono komponierte, individuelle Musikalben, welche sich in ihrer Quantität unterscheiden.

### Estpolis Denki II
Das am 17. Februar 1995 in Japan erschienene Album Estpolis Denki II umfasst Musikstücke zu Estpolis Denki und Estpolis Denki II. Es besteht aus insgesamt 87 Titeln, welche eine Gesamtdauer von 2:28:18 Stunden aufweisen. Die Stücke Win (ウイン Uin), Lose (ルース Rūsu) und Saishū Battle (最終バトル Saishū Batoru) wurden ausgelassen und es wurden zweimal individuelle Musikstücke zu einem zusammengefasst. Im Spiel endlos dauernde Titel wurden nach dem zweiten Durchgang ausgeblendet.

### Game Sound Legend Consumer Series Biography Estpolis Sound Track
Am 18. Januar 2006 in Japan erschienen, beinhaltet es mit einer Gesamtlänge von 3:26:20 Stunden und 165 Musikstücken den Soundtrack zu den ersten beiden Lufia-Spielen inklusive desjenigen von Lufia: The Legend Returns, des dritten Teils der Serie. Die in Estpolis Denki II fehlenden drei Titel sind diesmal vorhanden, zudem enthält das Album noch sechs unbenutzte Titel aus Lufia 3 sowie 2 orchestrierte Stücke: Start of Journey, eine von Yasunori Shiono und Shinji Hosoe überarbeitete Version von Meidō (鳴動) aus Lufia 2 bzw. 99 Nendo (99年度) aus Lufia 1 und Battle #3, eine von Shōichirō Sakamoto verbesserte Version der Kämpfe gegen die Höllenfürsten aus Lufia 2, welche auch Elemente aus Saishū-Kessen (最終決戦) enthält.

### Estpolis: The Lands cursed by the Gods
Bislang ist ein Musikalbum zu Estpolis: The Lands cursed by the Gods, welches von Yasunori Shiono und Yukio Nakajima komponiert wurde, erschienen.